# Narcís Figueres i Caselles
Narcís Figueres i Caselles o Narcís Figueras (s. XIX- principis del s. XX) fou un clergue i organista del monestir de Sant Daniel, a Girona.
De Narcís Figueres se'n conserva un fons musical propi que conté peces dels seus coetanis entre els quals trobem organistes i mestres de capella com: Carles Baguer, Manuel Casanovas, Rafael Compta, Antoni Guiu i Felip Rodríguez. També trobem peces dins dels gènere per a variacions de Nicola Vaccai i Maria Dolors Vedruna i Minguella. Més repertori de tecla atribuït a Frantisek Kotswara i Marcos Antônio Portugal. També conté divereses adaptacions i arranjament de música escènica per a piano i veu o sol per a piano de compositors com V. Bellini, G. Donizzetti, G. Mazza, F. Morlacchi, L. Ricci, G. Rossini, G. Verdi i Francesc de Paula Sánchez-Gabanyach. El fons també conté repertori coral de J. Carreras i Dagas, repertori popular de M. Casanovas i Llorenç Pagans.

## Obra
D'ell se'n conserven 4 obres a l'Arxiu Diocesà de Girona:
- Contrapàs Català, Danses per a orgue, primera meitat s. XIX.
- Rosari per a 4 veus, primera meitat s. XIX.
- Simfonia en la major, mitjans s. XIX.
- Kiries, finals s. XVIII - principi s. XIX
- Motet per a 3 veus i orgue, finals s. XIX.[3]